# 팻 우들

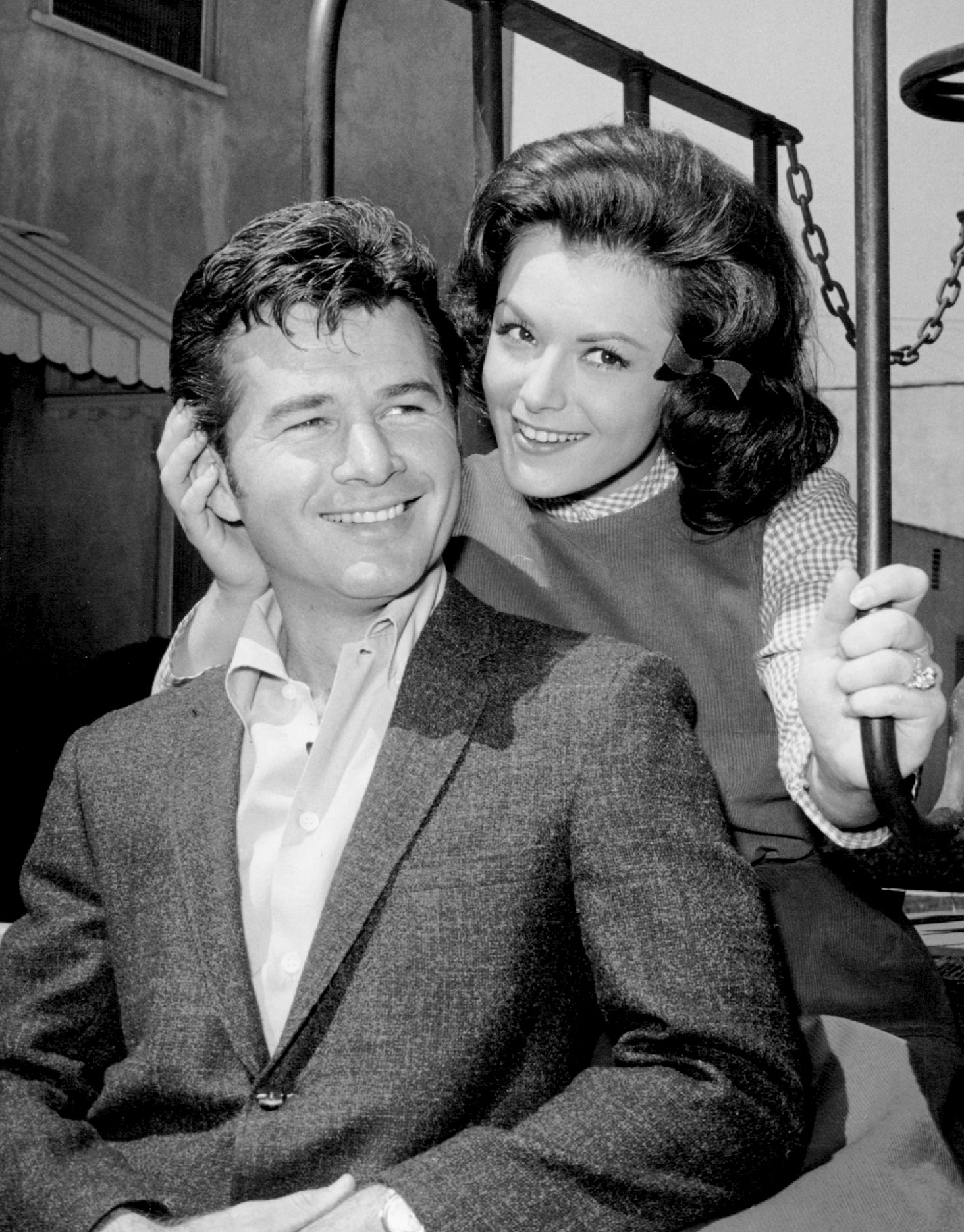

팻 우들(Pat Woodell, 1944년 7월 12일 ~ 2015년 9월 29일)은 미국의 배우, 가수, 텔레비전 배우, 영화배우이다.
윈스럽에서 태어났다.

## 영화
- 여감방 (1971년)